# Warwick (Rhode Island)
Warwick è un comune (city) degli Stati Uniti d'America, nella Contea di Kent, nello Stato del Rhode Island.
La popolazione era di 82.672 abitanti nel censimento del 2010. Warwick fu fondata nel 1642.

## Località
Al comune di Warwick appartengono le seguenti località:
- Apponaug
- Arnold's Neck
- Brush Neck Cove
- Buttonwoods
- Cedar Tree Point
- Chepiwanoxet
- Coles
- Conimicut
- Cowesett
- Dryden Heights
- Duby Grove
- Gaspee
- Goddard Park
- Grant Point
- Greenwood
- Hillsgrove
- Hoxsie
- Knight
- Lakewood
- Nausauket
- Norwood
- Oakland Beach
- Old Buttonwoods
- Pawtuxet Village (in parte nel comune di Cranston)
- Pontiac (in parte nel comune di Cranston)
- Potowomut
- Warwick Neck
- Wildes Corner